# Instituto Nacional de la Música
El Instituto Nacional de la Música (INAMU) es un órgano específico de fomento para la actividad musical en el territorio de la República Argentina conforme a la Ley N° 26.801 sancionada en el año 2012 y promulgada en 2013. Su figura técnico legal es la de ente público no estatal. Tiene por objetivo promover, fomentar, apoyar, preservar y difundir la actividad musical en general y la nacional en particular.

## Historia
En sus inicios, el proyecto de Ley de Creación del INAMU, conocido como Ley de la Música (parte I), fue impulsado en contraposición a la reglamentación del "Estatuto Profesional del Ejecutante Musical", una Ley del año 1958. Ante esto, en abril de 2006, miles de músicos de todo el país se organizaron en Asambleas para trabajar en un proyecto de Ley de la Música que realmente los represente. El desarrollo de esta norma tuvo el apoyo de varios referentes de distintos géneros de la música argentina, como Charly García, Luis Alberto Spinetta, Mercedes Sosa, Gustavo Santaolalla, Litto Nebbia, Teresa Parodi, León Gieco, Gustavo Cerati, Carlos "la mona" Gimenez, Leopoldo Federico, Liliana Herrero, Gerardo Gandini y Susana Rinaldi, entre muchos otros. A través de las Asambleas multitudinarias se llegó un consenso sobre la creación de un órgano de fomento específico para la actividad musical en el proyecto de Ley Nacional de la Música (parte 1).  Luego de varios años de insistencia por parte de los artistas, músicos y personas relacionadas con la actividad musical, el Senado de la Nación Argentina convirtió el proyecto en ley por unanimidad el 28 de noviembre de 2012:
"esta ley no fue iniciativa de ningún político, ni oficialista ni opositor, sino el resultado del concienzudo trabajo de los mismos músicos, que bregaron durante seis años y se bancaron pausas y retrocesos sin bajar los brazos"
Sus primeras autoridades fueron designadas el 25 de marzo de 2014
:
Presidente: Diego Boris Macciocco
Vicepresidente: Celsa Mel Gowland
Una vez finalizada la primera gestión, en abril de 2018 se designó a:
Presidente: Diego Boris Macciocco
Vicepresidente: María Paula Rivera
En mayo de 2022 se designó a:
Presidente: Bernabé Cantlon,
Vicepresidenta: Dora Elena Bogarín

## Administración
El INAMU está conducido y administrado por:
- Un Directorio integrado por un presidente y un vicepresidente, quienes tienen un mandato de 4 años, con posibilidad de reelección por un único período consecutivo. Ambos funcionarios son designados por el Poder Ejecutivo Nacional (PEN).

- Una Asamblea Federal' conducida por el presidente del INAMU e integrada por un representante gubernamental del ámbito de la cultura por provincia y del gobierno de la Ciudad Autónoma de Buenos Aires. La misma toma sus decisiones por mayoría absoluta de sus miembros. Son funciones de la Asamblea Federal: aprobar el Estatuto y Reglamento Interno elaborados por el Directorio; aprobar el Plan Anual de Acción y el Presupuesto General del INAMU, elaborados por el Directorio; designar cada 2 años a 6 miembros para integrar el comité representativo, uno por cada región cultural, los cuales deberán ser personalidades relevantes del ámbito de la música; aceptar o rechazar, la propuesta del Directorio, la creación de sedes provinciales.[11]
- Un Comité Representativo integrado por 18 miembros de los cuales: 6 serán propuestos por la Asamblea Federal, nombrando personalidades relevantes del ámbito de la música, 1 por cada región cultural, y los restantes 12 por las entidades que, con personería jurídica o gremial, representen a los sectores de la actividad musical nacional. Entre sus funciones se destaca la de constituirse en comité evaluador de los proyectos presentados en las convocatorias para subsidios nacionales realizados por el Directorio, como así también proponer al Directorio una terna de candidatos para elegir al coordinador de cada sede regional del INAMU.

El principal financiamiento del INAMU proviene de la Ley N.º 26.522, art. 97, inciso G (2% de todo lo recaudado por la Ley de Servicios de Comunicación Audiovisual).

## Registro Único de Músicos Nacionales y Agrupaciones Musicales Nacionales
Dando cumplimiento al artículo 24 de la Ley de Creación del Instituto Nacional de la Música, el Instituto Nacional de la Música creó el Registro Único de Músicos y Agrupaciones Musicales Nacionales" con el objetivo de identificar a los/as músicos/as de todo el país para poder determinar algunos aspectos, realizar acciones y poder recibir las herramientas de fomento que otorga el organismo.
Actualmente hay más de 92 artistas musicales registrados representando a grupos o proyectos musicales solistas.
Pueblos Originarios en el Registro.
Con el objetivo de realizar acciones específicas de fomento para las personas músicas, agrupaciones y coros de los Pueblos Originarios de nuestro país, el Instituto Nacional de la Música incorporó en su Registro Único de artistas musicales la posibilidad de indicar la pertenencia a una de las comunidades sobre territorio argentino. Quienes hayan realizado la inscripción con anterioridad podrán actualizar sus datos a través del Panel del Registro.
A partir de su tercera gestión, el INAMU desarrolla acciones para visibilizar y fortalecer la actividad musical de los Pueblos Originarios de territorio Argentino, sensibilizando a la comunidad en general sobre la importancia de salvaguardar tan importante Patrimonio Cultural, promoviendo la diversidad.
En marzo de 2024 ya se registraron 614 personas pertenecientes a 21 pueblos originarios de territorio argentino en el Registro Único.

## Convocatorias de Fomento
El Instituto Nacional de la Música (INAMU) es responsable de llevar a cabo convocatorias anuales dirigidas a grupos musicales y solistas que estén inscriptos en su registro. Estas convocatorias ofrecen diversas herramientas de apoyo para el desarrollo de proyectos musicales, como la producción de grabaciones fonográficas, organización de conciertos y giras, creación de contenido audiovisual y actividades de promoción, entre otras.
Cada convocatoria está acompañada de sus respectivas bases y condiciones, y tiene una duración específica durante la cual se reciben solicitudes de subsidios por parte de músicos previamente registrados que estén trabajando en un proyecto musical.
Este programa de fomento del INAMU se divide en dos líneas principales: la línea regional y la línea nacional.
La línea de fomento regional recibe la mayor parte del presupuesto asignado y distribuye sus beneficios de manera equitativa entre las seis regiones culturales de Argentina (NOA, NEA, CENTRO, NUEVO CUYO, PATAGONIA y METROPOLITANA). Esta línea representa el 90% de los subsidios otorgados durante las convocatorias.
Por otro lado, la línea de fomento nacional está dirigida a grupos y solistas de todo el país, ofreciendo oportunidades de apoyo a proyectos musicales sin restricciones geográficas.

## Publicaciones del INAMU

### Manuales de Formación Integral del Músico
Los Manuales de Formación Integral del Músico constituyen una colección de publicaciones gratuitas realizada por profesionales y especialistas para que los músicos y quienes se dedican a la actividad musical en general cuenten con información para desarrollar su carrera profesional:
- Manual de Formación N.º 1: Derechos Intelectuales en la Música
- Manual de Formación N.º 2: Herramientas de autogestión
- Manual de Formación N.º 3: Más letra para nuestras letras
- Manual de Formación N.º 4: Prevención de riesgos escénicos
- Manual de Formación N.º 5: La voz cantada

Estas publicaciones se pueden descargar gratuitamente desde inamu.musica.ar
Las ediciones impresas se reparten durante las actividades que realiza el Instituto

### Luis Alberto Spinetta: Partituras & Cancionero
La edición de esta obra nace a partir de la Ley 27.106, que instituye el “Día Nacional del Músico” conmemorando el natalicio del talentoso compositor e intérprete musical Luis Alberto Spinetta. El Instituto Nacional de la Música impulsó dicha Ley.
Este material fue realizado en el año 2015 entre el Instituto Nacional de la Música y el Ministerio de Educación de la Nación
Este material se distribuyó en 500 escuelas secundarias de educación artística de todo el país. El mismo se compone de dos cuadernillos: un cancionero con 26 temas de Spinetta, que también incluye biografía, dibujos y textos del músico, a lo que se le suman enlaces interactivos, mediante códigos QR, que permiten interactuar con computadoras y dispositivos móviles; y un segundo libro con las partituras de las canciones, adaptadas para diferentes instrumentos musicales.